# Mount St Gwinear
Mount St Gwinear är ett berg i Australien. Det ligger i regionen Baw Baw och delstaten Victoria, omkring 120 kilometer öster om delstatshuvudstaden Melbourne. Toppen på Mount St Gwinear är 1 509 meter över havet.
Runt Mount St Gwinear är det mycket glesbefolkat, med 2 invånare per kvadratkilometer.. Närmaste större samhälle är Erica, omkring 17 kilometer söder om Mount St Gwinear. 
I omgivningarna runt Mount St Gwinear växer i huvudsak städsegrön lövskog. Genomsnittlig årsnederbörd är 1 585 millimeter. Den regnigaste månaden är juni, med i genomsnitt 204 mm nederbörd, och den torraste är januari, med 68 mm nederbörd.